# Шубртова, Наталия
Наталия Шубртова (словац. Natália Šubrtová, родилась 1 мая 1989 года в Кежмароке) — словацкая горнолыжница, лидер на Паралимпийских играх; девятикратная чемпионка зимних Паралимпийских игр.

## Биография
Проживала в Мартине, окончила там гимназию. Студентка университета Матея Бела, специальность — международные отношения. Профессиональная горнолыжница, выступает на Паралимпиадах с 2010 года как ведущая паралимпийской горнолыжницы Генриеты Фаркашовой, с ней взяла три золотые и одну серебряную медали в Ванкувере. В Сочи завоевала три медали (две золотые и одну бронзовую), в Ванкувере взяла пять медалей (четыре золотых и одну серебряную).
Есть старшая сестра и младший брат. Владеет английским, испанском, португальским, изучает французский и немецкий в университете. Увлекается чтением книг, любит путешествовать по миру.